# Manchester
 For alternative betydninger, se Manchester (flertydig). (Se også artikler, som begynder med Manchester)

Manchester er en storby og metropolitan borough i Greater Manchester, England, med en befolkning på 545.500 (2017). Det ligger i Storbritanniens næstmest befolkede byområde, med et befolkningstal på omkring 2,8 mio. Manchester går ud til Cheshire Plain mod syd, Penninerne mod nord og øst og en bue af byer mod vest, som til sammen danner en konurbation. Det kommunale selvstyre er Manchester City Council.
Byens historie begyndte med civile bosættelser i forbindelse med det romerske fort Mamucium eller Mancunium, som blev etableret omkring år 79 på en sandstenforhøjning nær det sted, hvor floderne Medlock og Irwell mødes. Det var historisk en del af Lancashire, selvom dele af Cheshire syd for floden Mersey blev inkorporeret i 1900-tallet. Op igennem middelalderen forblev Manchester en del af godser, men begyndte at udvides i "forbløffende hastighed" mod slutningen af 1800-tallet. Manchesters uplanlagte urbanisering bragte stor vækst til tekstilproduktion under den industrielle revolution, og det resulterede i det blev verdens første industrialiserede by.
Manchester fik status som city i 1853. Manchester Ship Canal åbnede i1894, hvilket skabte Port of Manchester og den gav byen direkte adgang til det Irske Hav omkring 58 km mod vest. Byens rigdom forsvandt under anden verdenskrig som følge af afindustrialisering, men IRAs bombeattentat i 1996 ledte til omfattende investering og genopblomstring.
I 2014 rangerede Globalization and World Cities Research Network Manchester som beta verdensby, hvilket var den højeste placering blandt britiske byer uden for London. Manchester er den tredje mest besøgte by i Storbritannien efter London og Edinburgh.
Byen er kendt for sin arkitektur, kultur, musik, medier, videnskab, sociologi, sportsklubber, heriblandt fodboldklubberne Manchester United og Manchester City, og transport. Manchester Liverpool Road railway station var verdens første verdens første intercity passager-togstation og videnskabsfolk spaltede atomer og udviklede e computerprogrammer og producerede grafen her. Manchester var vært for 2002 Commonwealth Games.

## Kultur

### Musik
En lang række meget kendt bands og kunstnere kommer fra Manchester, inklusive Oasis, The Smiths, Joy Division og New Order, Buzzcocks, The Stone Roses, The Fall, 10cc, Godley & Creme, The Verve, Elbow, Doves, The Charlatans, M People, The 1975, Simply Red, Take That, Dutch Uncles, Everything Everything, og The Outfield. Manchester er blevet krediteret for at være den primære drivkraft bag britisk indiemusik i 1980, hvilket blev startet af The Smiths, og senere fulgt op af The Stone Roses, Happy Mondays, Inspiral Carpets og James. De senere grupper kom fra hvad der blev kendt som "Madchester"-scenen, der særligt kom fra natklubben The Haçienda, der blev udviklet af Factory Records' grundlægger Tony Wilson. The Chemical Brothers, der egentlig er fra Sydengland, blev også dannet i Manchester. Den tidligere forsanger i the Smiths, Morrissey, hvis tekster ofte referer til steder og kultur i Manchester, fik senere international succes som solokunstner. Tidligere grupper fra Manchester fra 1960'erne inkluderer The Hollies, Herman's Hermits og Davy Jones fra Monkees (der blev berømte i midten af 1960'erne ikke bare for deres musik, men også for deres ameriaknske tv-show) og den tidligere Bee Gees, som voksede op i Chorlton. Et andet berømte moderne band fra byen er The Courteeners, der består af Liam Fray og fire af hans venner. Singer-songwriter Ren Harvieu stammer ligeledes fra Greater Manchester.

### Museer
Manchesters museer hylder byens romerske historie, rige industrielle arv og byen rolle i den industruelle revolution, tekstilindustrien, Trade Union movement, kvinders valgret og fodbold. Den rekonstrueret romersk fort, Mamucium, er åbent for offentligheden i Castlefield. Museum of Science and Industry, der ligger i den tidligere Liverpool Road railway station, har en stor samling damplokomotiver, industrielle maskiner, flyvemaskiner og en rekonstruktion af verdens første stored computer program (kendt som Manchester Baby). Museum of Transport udstiller en samling af historiske busser og sporvogne. Trafford Park i området Trafford har Imperial War Museum North. Manchester Museum åbnede for offentligheden i 1880'erne og har særligt store samlingern inden for egyptologi og naturvidenskab.
Det kommuneejede Manchester Art Gallery på Mosley Street huser en permanent samling af europæiske malerier, og det har en af Storbritanniens vigtigste samling af prærafaelittære malerier.
I den sydlige del af byen udstiller Whitworth Art Gallery moderne kunst, skulpturer og tekstiler, og i 2015 blev det valgt som Museum of the Year. Andre udstillingssteder og museer i Manchester inkluderer Islington Mill i Salford, National Football Museum ved Urbis, Castlefield Gallery, Manchester Costume Gallery i Platt Fields Park, People's History Museum og Manchester Jewish Museum.